# Owca śruboroga

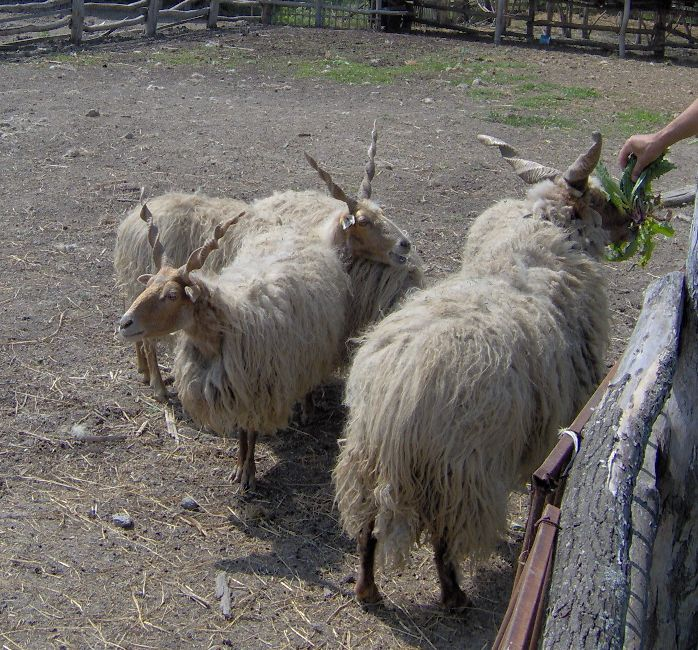
Racka

Owca śruboroga, racka – rasa owiec. Hodowana była głównie na Węgrzech, ale jej obszary hodowli obejmowały również kraje sąsiadujące np. Rumunię, gdzie nazywano ją „Tucerna”. Pierwotnie występowała na stepach i obszarach trawiastych. Owca ta była użytkowana trojako - dostarczała mięsa, mleka i wełny. Dawniej Węgrzy oczekiwali od swoich zwierząt wytrzymałości oraz zdolności do samodzielnego znajdywania dla siebie pastwisk.  Owca ta spełniała wszystkie wymienione wyżej warunki i szybko zyskała popularność na Węgrzech.

## Cechy charakterystyczne
- waga: 50 kg samiec, ok. 40 kg samica
- wysokość w kłębie: 60 cm samiec, 55 cm samica
- uwagi: obie płci tej rasy są rogate i posiadają charakterystyczne kręcone wokół linii prostej  rogi układające się w kształt litery V. Jest owcą średniej wielkości.